# شعار سيكيم
يُستخدم شعار سيكيم حاليًا باعتباره الختم الرسمي لحكومة سيكيم في الهند. تم استخدامه في وقت سابق كشعار النبالة لبيت نامجيال ومملكة سيكيم . الشعار معروف باسم Kham-sum-wangdu . تم تصميمه في عام 1877 من قبل روبرت تايلور. يمكن تمثيل حكومة سيكيم من خلال لافتة تصور شعار الولاية على خلفية بيضاء.

## الرمزية
يتكون الشعار من زهرة لوتس داخل سلسلة مكونة من 12 حلقة. اللوتس هو رمز للنقاء وعرش اللوتس هو رمز لتحقيق التنوير. وهو أيضا رمز للقوة الإدارية. تشكل عروش اللوتس قاعدة لأهم الشخصيات في الفن البوذي.

## الشعارات السابقة

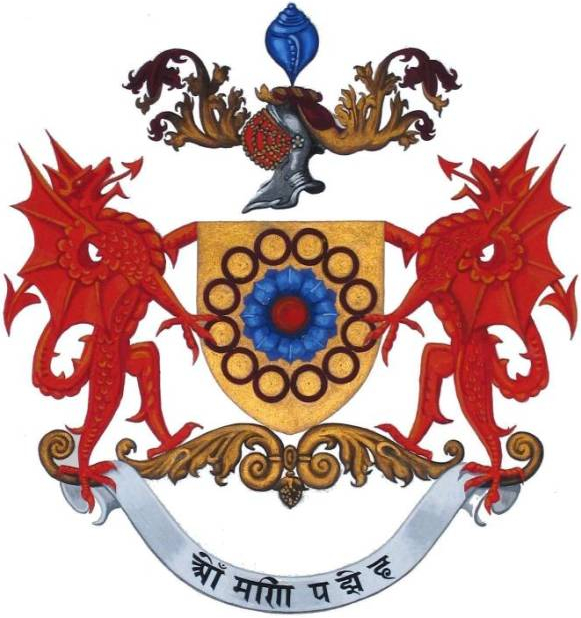

قبل عام 1975، كان الشعار الموجود على شعار النبالة مختلفًا - OM MANI PADME HUM. (أوه، جوهرة الخلق موجودة في اللوتس).

راية سيكيم

## روابط خارجية
- Sikkim at Flags of the World
- Flag and seal of Sikkim at flaggenlexikon.de